# Motor Praszka
Motor Praszka – polski klub piłkarski z siedzibą w Praszce, założony w 1958 roku. W sezonie 2024/2025 występuje w klasie okręgowej, gr. opolskiej I.

## Sukcesy
- Występy w III lidze w latach 1978 oraz 1983–1987.